# Greyacris
Greyacris är ett släkte av insekter. Greyacris ingår i familjen Pyrgomorphidae.
Kladogram enligt Catalogue of Life:
| Greyacris | \| \| Greyacris picta \| \| \| \| \| \| Greyacris profundesulcata \| \| \| \| |
|           | \| \| Greyacris picta \| \| \| \| \| \| Greyacris profundesulcata \| \| \| \| |
|           | Greyacris picta                                                               |
|           |                                                                               |
|           | Greyacris profundesulcata                                                     |
|           |                                                                               |